# 小林千鶴 (1987年生のアナウンサー)
小林 千鶴（こばやし ちづる、1987年10月29日 - ）は、FM BIRD所属のフリーアナウンサーで、元NHK静岡放送局・高知放送局の契約キャスター。

## 経歴
埼玉県鳩ヶ谷市(現・川口市)出身。早稲田大学教育学部卒業後、2010年、NHK高知放送局へ契約キャスターとして入局。1年の契約期間満了後静岡局へ移り、2013年3月に契約終了。
2局目の静岡では、いつの間にか複数の男性アナウンサーとの間で“弁当バトル”が勃発しており、2011年6月以降はほぼ必ずそのバトルの模様をブログに執筆している。また、毎回のブログは「こばやしのこばなし」と題し、自筆イラスト付きのプライベートな話題で締めていた。
JFN系「OH! HAPPY MORNING」では〝ちーたん〟、NACK5「キラスタ」では〝こっちー〟の愛称で親しまれている。
キラスタ内で三浦祐太朗に勧められてジョジョの奇妙な冒険やシュタインズゲートなどの名作アニメの鑑賞を始めた。また同番組内で、スポーツジムに通い体脂肪率27%（2018年8月現在）を下げるべく汗を流していると発言。
2017年7月5日、結婚を発表。2019年2月1日、妊娠6ヶ月であることを報告し3月末を以って担当する番組全てを降板。同年6月27日、22日に女児を出産したことを発表。同時に夫がウクレレ奏者の名渡山遼であることを明かした。2021年3月3日には男児を出産。

## 現在の出演番組
- ALFALINK presents RADIO LINK[1]（FMヨコハマ 2022年10月2日 -）

## 過去の出演番組
- OH! HAPPY MORNING（JFNC 2015年4月 - 2019年3月28日）
- キラメキ ミュージック スター「キラスタ」（FM NACK5 2016年10月 - 2019年3月）
- しずおか情報ランチ（NHK静岡 2011年4月 - 2013年3月）
- こうち情報BOX（NHK高知 2010年4月 - 2011年3月）
- 土佐の一枚（同上）
- 木村達也ビジネスの森（FM NACK5 2014年4月 - 2016年9月）
- LOVE LOCAL LOVE SUNSHINE DRIVE（K-mix 2015年4月 - 2017年1月）
- OPENER（ZIP-FM　2014年1月24日、1月31日）- 代演
- ABCタイム（NACK5 2014年8月22日）- 代演
- FANTASY RADIO（NACK5 2015年4月17日） - 代演
- KIKI-TABI〜2_Thousand_Miles〜（JFNC 2015年12月11日ほか） - 旅人
- ラジオのアナ〜ラジアナ（NACK5 2017年9月4日） - ゲスト